# Enicospilus marocator
Enicospilus marocator là một loài tò vò trong họ Ichneumonidae.